# Tangent (Oregon)
Pour les articles homonymes, voir Tangent.
Tangent est une ville américaine située dans l'État de l'Oregon et dans le comté de Linn.

## Démographie
Au recensement de 2010, sa population était de 1 164 hab dont 410 ménages et 315 familles résidentes. La densité de population était de 118,9 hab/km2
La répartition ethnique était de 89,4 % d'Euro-Américains et 10,6 % d'autres races.
En 2000, le revenu moyen par habitant était de 17 012 dollars avec 6,4 % vivant sous le seuil de pauvreté.

## Source
- (en) Cet article est partiellement ou en totalité issu de l’article de Wikipédia en anglais intitulé « Tangent, Oregon » (voir la liste des auteurs).